# Wilhelm Russ
Wilhelm Russ (ur. 1873, zm. 1934) – nestor fotografii polskiej, właściciel zakładów fotograficznych w Drohobyczu, Borysławiu i Truskawcu.
W czasie I wojny światowej wykonywał zdjęcia dokumentalne. W jego zakładach fotograficznych naukę zawodu pobierał Michał Rossler-Moczulski, później znany mikrofotograf i makrofotograf naukowy. Ojciec krajoznawcy i fotografa Gustawa Russa.